# Befrielseteologi

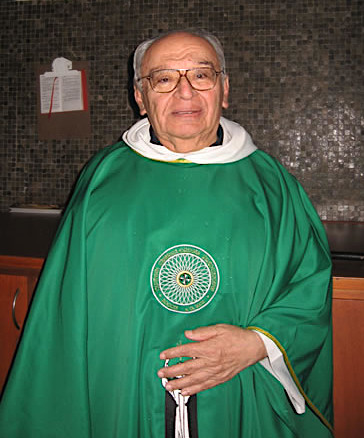
Gustavo Gutiérrez betraktas som befrielseteologins grundare.

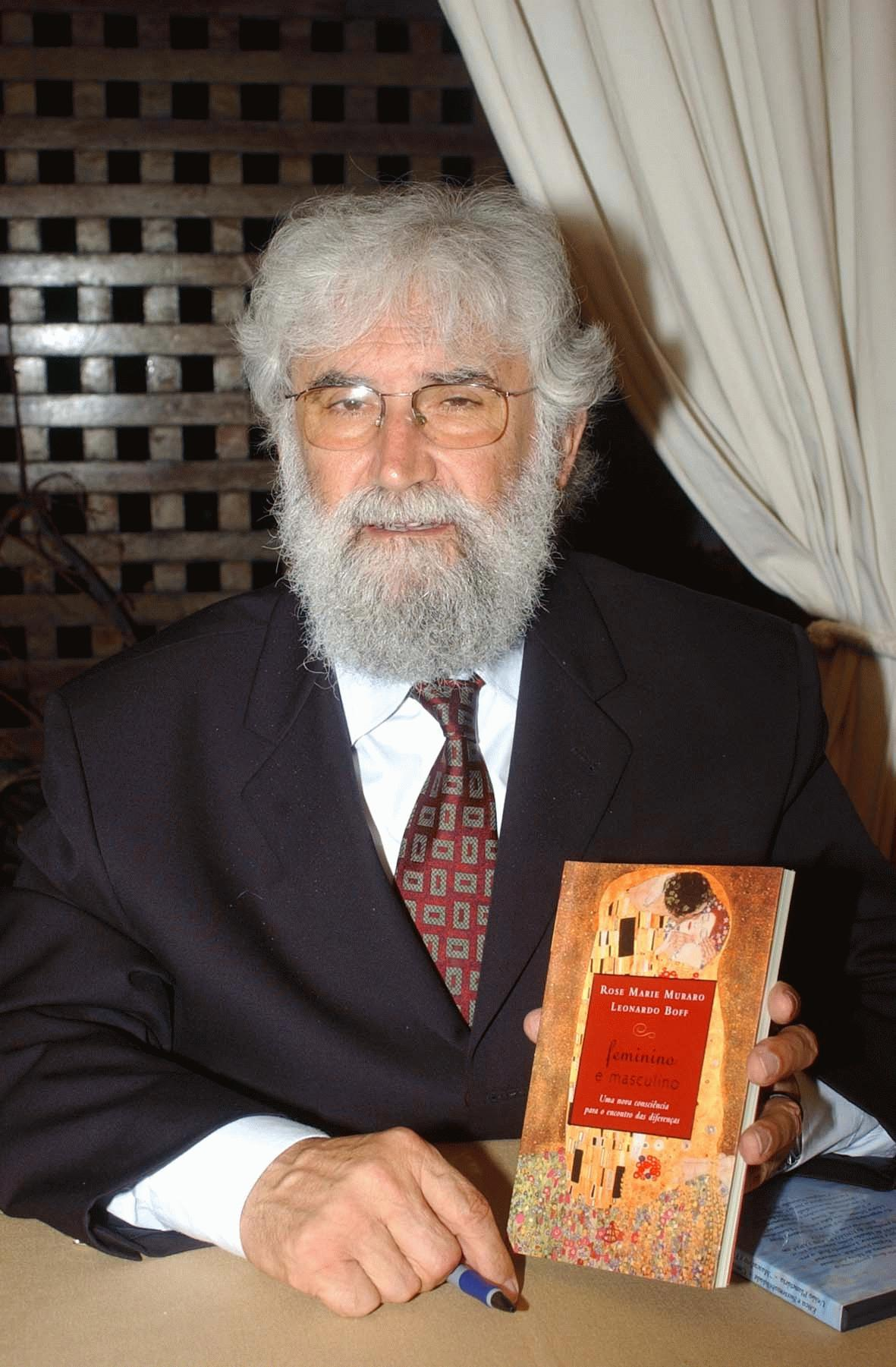
Leonardo Boff, en av företrädarna för befrielseteologin.

Befrielseteologi är en kristen politisk teologisk inriktning som uppkom på 1960-talet i länder med stora sociala och politiska orättvisor och militärdiktaturer, främst Latinamerika och Afrika. Befrielseteologin syftar till att aktivt bringa social rättvisa för de fattiga och befria de förtryckta, och åtminstone i Sydamerika även att byta fokus genom att söka bryta kyrkans traditionella band med den sociala eliten. Denna teologiska rörelse uppstod, som nyare forskning visat, inte bland de fattiga i Sydamerika, utan bland sydamerikanska romersk-katolska universitetsstudenter ur medelklassen. Vatikanen har dock genomgående avvisat det teologiska resonemanget bakom befrielseteologins sociala kamp som heretisk, men ofta tagit ställning för de konkreta resultat av socialt omhändertagande och rättvisare strukturer som den ofta syftat till, särskilt i Latinamerika. Ofta misstas därför befrielseteologin som varandes katolsk, särskilt som några av dess främsta företrädare varit katoliker eller med nära band till den katolska kyrkan: Gustavo Gutiérrez, Ernesto Cardenal, José Míguez Bonino, Jon Sobrino och Leonardo Boff. 
Befrielseteologin brukar peka på att Jesus och apostlarna stod på de fattigas sida och att Jesus fördömde de rika och deras pengabegär (se till exempel Lukasevangeliet 6:20–25; 12:33; 16:19–31, se även Första Timotheosbrevet 6:3–10). Den brukar ofta förknippas med marxism. 
Numera - och särskilt bland protestantiska teologer - handlar befrielseteologin även om ekologi, och har gett upphov till en hel del ekoteologi, då befrielseteologerna anser även jorden som förtryckt. Den kritiseras för att göra tro till vänsterpolitik. Boff har startat organisationen CDDH som samarbetar med Framtidsjorden i Sverige. Inriktningen är vanlig över hela landet men är kanske lite mer tydlig vid universiteten i Uppsala och Lund.
Befrielseteologin startade i länder som styrdes av militärdiktaturer (till exempel Boff i Brasilien under militärdiktaturen 1964-1985). Regeringskritiska manifestationer var förbjudna och en del regeringskritiska personer gick i landsflykt. I länder där människor inte offentligt får uttrycka politiska åsikter kan religionen bli en kanal för politiska handlingar – religion politiseras. Av den anledningen har man inom många samfund en skeptisk inställning till befrielseteologin, dock ej inom Svenska kyrkan i lika hög grad som till exempel inom Romersk-katolska kyrkan.
Leonardo Boff och andra ledare inom befrielseteologin har nära kontakter med Svenska kyrkan. Boff utsågs 1992 till hedersdoktor vid teologiska fakulteten vid Lunds universitet.
I Sverige är det framförallt Per Frostin i Broderskapsrörelsen, som varit en företrädare för befrielseteologin. Erfarenheter från Andra Vatikankonciliet på 1960-talet och arbete som lärare och missionär i Tanzania på 1970-talet utgjorde bakgrunden till hans engagemang och han riktade tidigt uppmärksamheten mot tredje världens problem. Frostin var verksam vid Lunds universitet till sin bortgång 1992. Han grundade Institutet för kontextuell teologi (IKT) och Nordiska nätverket för befrielseteologi. Även göteborgsbiskopen Bertil Gärtner har tagit ställning för denna riktning. 